# Pagamea pauciflora
Pagamea pauciflora är en måreväxtart som beskrevs av Paul Carpenter Standley och Julian Alfred Steyermark. Pagamea pauciflora ingår i släktet Pagamea och familjen måreväxter. Inga underarter finns listade i Catalogue of Life.